# سمير الإسكندراني
سمير الإسكندراني (8 فبراير 1938 في حي الغورية في القاهرة، مصر - 13 أغسطس 2020) مطرب مصري، وفنان، ورسام.

## نشأته
ولد في حي الغورية بالقاهرة سنة 1938. والده كان يعمل تاجرًا للأثاث وكان محبًا للفن وصديق لمجموعة من كبار الشعراء والملحنين مثل (زكريا أحمد، بيرم التونسي، أحمد رامي).

## سيرة
درس في كلية الفنون الجميلة وبدأ تعلم اللغة الإيطالية بها، واستمر في تعلمها بعدما ألغيت اللغة الإيطالية من الكلية في مدرسة لتعليم الأجانب والمصريين، ثم دعاه المستشار الإيطالي في مصر لبعثة دراسية إلى إيطاليا، وهناك ذهب لاستكمال دراسته بمدينة بيروجيا الإيطالية عام 1958 وعمره عشرون عامًا حيث درس وعمل بالرسم والموسيقى وغنى في فناء الجامعة .

## عمله مع المخابرات
جذب انتباه شاب مصري من جذور يهودية لتحرره وتحدثه خمس لغات فعرض عليه تجنيده لجمع المعلومات من داخل مصر مقابل راتب كبير.
وافق سمير وتدرب على التجسس والتراسل عن طريق الحبر السرّي واللاسلكي، وفور عودته إلى مصر قام بإبلاغ المخابرات المصرية وقابل على إثرها الرئيس الراحل جمال عبد الناصر حيث تم الاتفاق على أن يستمر سمير بلعب دور جاسوس إسرائيل داخل مصر. تمكن خلال فترة عمله كجاسوس مزدوج من كشف عدد من الخطط التجسسية والمخابراتية داخل مصر منها محاولة اغتيال المشير عبد الحكيم عامر ودس سم طويل الأمد للرئيس جمال عبد الناصر، وبعد فترة تزيد عن العام ونصف العام تمكنت المخابرات المصرية عن طريقه من رصد مكان اتصال الجاسوس الهولندي مويس جود سوارد به، وتم القبض على الجاسوس الهولندي وكشف أعضاء شبكة تجسسية كاملة داخل مصر. زاره عدد من الكتاب مثل أنيس منصور، وكمال الملاَّخ، وفوميل لبيب وغيرهم طالبين منه سرد الأحداث لنشر قصته، ولكنه أبى وبقي متحفظا لمدة طويلة حتى صرح بالقصة كلها فيما بعد.

## أغانيه
من أغانيه:
- يا نخلتين في العلالي Take me back to Cairo
- النيل الفضى Silver Nile
- ترحال السنين Feelings
- أحبك الآن وسأحبك غدا t'amo e t'amero
- زمان زمان
- Oh Champion Mohammed Ali Clay
- نويت أسيبك
- قدك المياس[5]
- اه يا جميل يا اللى ناسيني[5]
- يا رب بلدي وحبايبي[5]
- بناعهدك يا غاليه
- دوسه
- ابن مصر
- في حب مصر
- حبيب الحب
- كام ورده
- مين اللى قال
- قمر له ليالى
- قولوا لحبيبى
- رجعتلك
- شباب الإنجازات
- طالعه من بيت أبوها
- زفوا الخبر
- يا نيل
- يا رب
- ياغصن نقا
- يا صلاه الزين
- أغاني مسلسل الطاحونة.
- اوبريت الغاليه بلدى
- اغنية يا ناس انا
- اخترناه
- أوبريت تسلم الأيادي

## مسلسلات
- ملحمة الحب والرحيل 1986 - مسلسل (غناء)
- الطاحونة (ج2) 1986 - مسلسل (غناء)
- الطاحونة (ج1) 1984 - مسلسل (غناء)
- الوليمة 1979 - مسلسل (غناء)

## وفاته
توفي يوم الخميس 13 أغسطس 2020 الموافق 23 ذو الحجة 1441 هـ عن عمر 82 عامًا بعد معاناة مع المرض.